# Crude Oil (Vettriano)
Toxic Beach
Crude Oil (Vettriano) ou Toxic Beach est une peinture sur toile de Banksy réalisée en octobre 2005. Elle est vendue 5 millions d’euros en mars 2025.

## Description
Crude Oil (Vettriano), réalisé en octobre 2005, est une peinture à la main de Banksy. C'est une parodie du tableau The Singing Butler (en) du peintre écossais Jack Vettriano, dans lequel un couple danse sur une plage devant une domestique. Mais dans la version de Banksy, la domestique fait place à deux hommes en combinaison qui manipulent un bidon au contenu toxique, alors qu'au large un paquebot est en perdition.
La toile est présentée pour la première fois au public lors de l'exposition de Banksy en 2005. Mark Hoppus l'achète en 2011. Puis, Crude Oil (Vettriano) est vendu chez Sotheby's à Londres, en mars 2025, 4,3 millions de livres, soit plus de 5 millions d’euros. Avant la vente Sotheby’s indique à propos de ce tableau : « Banksy a utilisé l’humour et l’ironie qui le caractérisent pour produire une image qui aborde des questions majeures du 21e siècle, telles que l’environnement, la pollution et le capitalisme ».